# Реактивный сверхзвуковой разведчик
Реактивный сверхзвуковой разведчик (РСР) — проект высотного реактивного самолёта-разведчика, разработанного в СССР. Самолёт изначально разрабатывался как сверхвысотный и сверхскоростной носитель ядерного вооружения. Однако, в свете распространения в СССР ракетного вооружения, в том числе межконтинентальных баллистических ракет с ядерными боеголовками, концепция самолёта изменилась в пользу высотного скоростного разведчика.
Ивнамин Султанов заявил, что РСР концептуально был прообразом американского стратегического самолёта-разведчика Lockheed SR-71 Blackbird. Это не подтверждается другими источниками и опровергается тем, что РСР полетел 7 апреля 1959 года, а дизайн А-11 в Lockheed был готов уже в марте 1959 года. А-11 — это предшественник А-12, который в свою очередь является предшественником SR-71. Причём А-12 был заказан ЦРУ уже в январе 1960 и его конструкция состояла на 93% из титана, что для СССР было невыполнимо; следовательно в своей основе она отличалась от американской. Поэтому эти самолёты концептуально лишь схожи.

## Разработка
Изначально проект реактивного самолёта-разведчика (РСР) задумывался как скоростной высотный бомбардировщик, способный нести ядерное вооружение. 4 марта 1954 года П. В. Цыбин выступает с предложением создать новый самолёт с небывалыми характеристиками. Максимальная скорость предполагалась 3000 км/ч, высота полёта 30 000 м и дальность 14 000 км. Проект был одобрен в Кремле и началась разработка. однако вскоре из-за резкого развития в СССР ракетной техники у руководства страны сформировалось ложное представление о том, что именно ракеты в будущем станут главным носителем стратегического ядерного оружия. Из-за чего пришлось пересмотреть концепцию всей программы и сконцентрировать усилия на разработке высотного скоростного самолёта-разведчика.

## Испытания
Проект РСР предполагал множество нетрадиционных решений, которые требовали проверки практикой. Для этих целей решено было построить натурную модель, представлявшую собой упрощённую версию самолёта. Это позволило проверить и подтвердить на практике большинство расчётных характеристик, заложенных в машину. Модель получила обозначение НМ-1.
Первый полёт НМ-1 состоялся 7 апреля 1959 года. Пилотировал машину дважды Герой Советского Союза лётчики испытатель Амет-Хан Султан. В результате проведённых испытаний расчётные характеристики на малых скоростях оказались полностью подтверждены. В том числе на критических и сверх критических режимах, взлёте и посадке. Интересен тот факт, что при полёте НМ-1 на предельно малой скорости сопровождавший его Як-25 не мог лететь «строем» и «проваливался». Также в отчётах испытания значится, что в управлении и посадке НМ-1 легче в управлении чем новейшие самолёты Су-7, Су-9 и МиГ-19, МиГ-21.

## Производство
Первый опытный образец РСР начали строить на заводе № 256. Но собрать его полностью так и не успели. Помещения ОКБ и производственные мощности были переданы заместителю главного конструктора A. И. Микояна по беспилотной ракетной тематике А. Я. Березняку. А 1 октября 1959 года весь личный состав ОКБ-256 был переведён в ОКБ-23 главного конструктора В. М. Мясищева.
29 сентября 1960 года первый опытный экземпляр РСР был готов для испытаний на аэродроме в Жуковском. Одновременно с этим на самолётостроительном заводе № 99 в Улан-Удэ строилась опытная установочная партия из 30 самолётов РСР, получившими обозначение Р-020. Но в октябре 1960 года В. М. Мясищева отстраняют от должности главного конструктора ОКБ-23 и переводят начальником ЦАГИ. ОКБ-23 полностью переподчинили главному конструктору ОКБ-52 В. Н. Челомею. Работы по доводке самолёта постепенно сворачиваются, а уже летом 1961 года весь состав бывшего ОКБ-256 вместе с руководством во главе с П. В. Цыбиным перешёл в подчинение Министерства среднего машиностроения. В дальнейшем Цыбин переведён в космическую отрасль и занимался уже созданием космических кораблей типа Союз.
Уже построенные на заводе № 99 три самолёта Р-020 с двигателями Р-11Ф и готовые к сборке ещё 10 машин были отправлены в металлолом согласно годовому плану 1961 года. Программа РСР была закрыта.

## Лётно-технические характеристики
| Модификация                 | НМ-1         |
| Размах крыла, м             | 10.8         |
| Длина, м                    | 26.6         |
| Площадь крыла, м2           | 64.00        |
| Нагрузка на крыло, кг/м²    | 29.63        |
| Масса пустого, кг           | 7850         |
| Взлётная масса, кг          | 9200         |
| Двигатель                   | 2 х ТРД АЛ-5 |
| Мощность, кг./ с.           | 2 х 2000     |
| Максимальная скорость, км/ч | 500          |
| Практический потолок, м     | 4000         |
| Экипаж, чел                 | 1            |